# 1990年蘇聯總統選舉
1990年蘇聯總統選舉（俄語：Выборы президента СССР 1990）於1990年3月14日在苏联舉行，是1991年苏联解体前唯一一次總統選舉。時任苏联最高苏维埃主席、苏联共产党中央委員會總書記米哈伊尔·谢尔盖耶维奇·戈尔巴乔夫為此次選舉中唯一的候選人。儘管《苏联宪法》規定蘇聯總統由苏联人民直選，但苏联人民代表大会決定先自行選出首任總統，之後再由蘇聯人民選出次任總統，惟全民直選最終因苏联解体並未舉行。

## 概要
1990年2月7日，苏联共产党決議為蘇聯設置總統職務。3月12日，第三次苏联人民代表大会開幕，會中正式通過修改《苏联宪法》，以蘇聯總統一職取代苏联最高苏维埃主席為蘇聯國家元首，任期為五年。儘管修訂後的《蘇聯憲法》規定蘇聯總統由苏联人民直選，但蘇聯人民代表大會決定先自行選出首任總統，之後再由蘇聯人民選出次任總統。首屆全民直選的總統選舉原預定於1995年舉行，惟因蘇聯於1991年解體無疾而終。
苏联共产党中央委员会在3月14日的中央委員全體會議上提名了時任蘇聯最高蘇維埃主席兼蘇共中央總書記米哈伊尔·谢尔盖耶维奇·戈尔巴乔夫、內務部部長瓦季姆·維克多洛維奇·巴卡金及部長會議主席尼古拉·伊万诺维奇·雷日科夫為此次選舉的候選人，不過巴卡金和雷日科夫隨即退出選舉，使戈巴契夫成為此次選舉中唯一的候選人。由於得票率若未達三分之二便必須改舉行全民直選，戈巴契夫向與會代表施壓，表示若得票數未達門檻就將辭職。

## 結果
選舉時，蘇聯人民代表大會2,250個法定席位中尚餘2,245位代表，其中245位代表未參與會議，另外122位代表未投票；最終戈巴契夫共獲得1,329票（得票率達72.86%），順利當選蘇聯總統。
| 候選人                           | 所屬政黨   | 得票數 | 得票率（%） |
| -------------------------------- | ---------- | ------ | ----------- |
| 米哈伊尔·谢尔盖耶维奇·戈尔巴乔夫 | 苏联共产党 | 1,329  | 72.86       |
| 反對                             | －         | 495    | 27.14       |
| 廢票                             | －         | 54     | －          |
| 總計                             | －         | 1,878  | 100         |
| 有投票權代表及投票率             | －         | 2,245  | 83.65       |
| 資料來源：英國廣播公司           |            |        |             |

## 選後
戈巴契夫於3月15日的蘇聯人民代表大會會議上宣誓就職，3月24日正式組成內閣。

## 外部連結
- 戈巴契夫就任蘇聯總統影片（页面存档备份，存于） （俄文）